# Eurímac (mitologia)
Segons la mitologia grega, Eurímac (grec antic: Eurimachus, llatí: Εὐρύμαχος) és un personatge mític grec, seguidor d'Hipodamia, princesa dels flegieus, que va destruir Tebes després de la mort d'Amfíon i Zetos.